# Ель-Касим (аеропорт)
Міжнародний аеропорт принца Наіфа бін Абдулазіза (араб. مطار الأمير نائف بن عبدالعزيز الدولي) (IATA: ELQ, ICAO: OEGS),  в минулому міжнародний аеропорт Касима -- міжнародний аеропорт, що обслуговує  провінцію Ель-Касим, Бурайда,Саудівська Аравія. Розташований в районі Мулайда міста Бурайда і названий на честь колишнього спадкоємця принца Наїфа бін Абдулазіза,  в основному обслуговує північні провінції королівства.  Міжнародні маршрути виконуються в  7 країн: Об'єднані Арабські Емірати, Єгипет, Азербайджан (сезонно), Боснія та Герцеговина (сезонно), Пакистан, Туреччина та з 2021 року Україна (сезонно).  Заснований в 1964 році, аеропорт належить і управляється Головним управлінням цивільної авіації (GACA) . 
Принц Султан, тоді спадкоємець і міністр оборони та авіації, розпочав проект розширення королівського термінала в аеропорту у 2003 році.  З 1964 року GACA витратила понад 300 мільйонів саудівських ріалів на проекти розширення і аеропорт продовжує розширюватися в міру його консолідації. 

## Авіалінії та напрямки

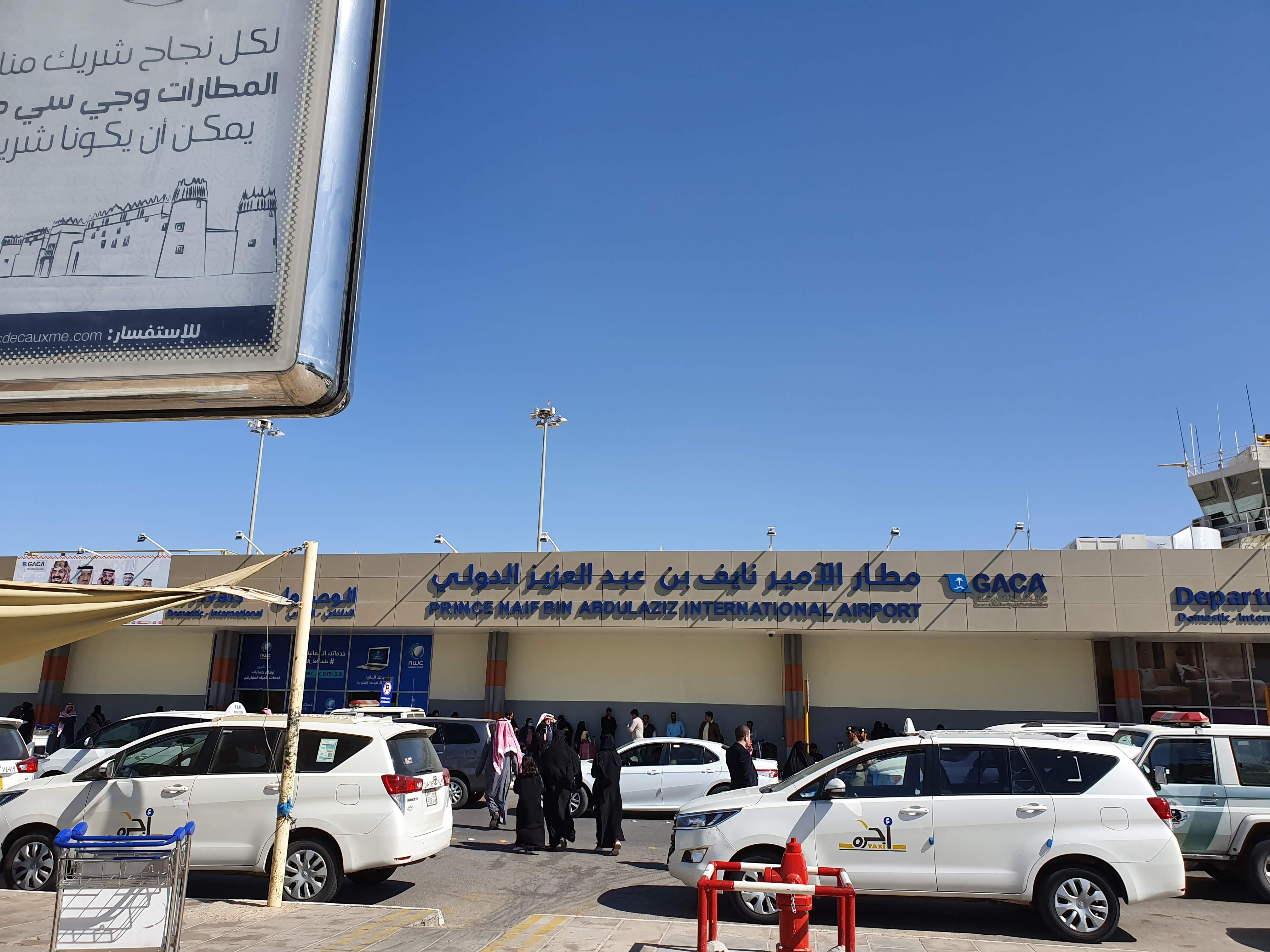

| Авіакомпанія                    | Пункт призначення                     |
| ------------------------------- | ------------------------------------- |
| Air Arabia                      | Каїр, Шарджа, Сохаг                   |
| Air Cairo                       | Каїр, Сохаг                           |
| AlMasria Universal Airlines     | Каїр                                  |
| Azerbaijan Airlines             | Сезонний чартер: Баку                 |
| Egyptair                        | Каїр                                  |
| flyadeal                        | Даммам, Джидда                        |
| flydubai                        | Дубай                                 |
| flynas                          | Абха, Даммам, Джидда Сезонно: Сараєво |
| Gulf Air                        | Бахрейн                               |
| Jazeera Airways                 | Кувейт                                |
| Nesma Airlines                  | Каїр, Хаїль                           |
| Nile Air                        | Каїр, Сохаг                           |
| Pakistan International Airlines | Ісламабад, Лахор, Мултан              |
| Qatar Airways                   | Доха                                  |
| Saudia                          | Даммам, Джидда, Медина, Ріяд          |
| Turkish Airlines                | Стамбул                               |

## Статистика
Див. джерело запитів Вікіданих та джерела.